# Dicranella dilatatinervis
Dicranella dilatatinervis är en bladmossart som beskrevs av Hugh Neville Dixon 1936. Dicranella dilatatinervis ingår i släktet jordmossor, och familjen Dicranaceae. Inga underarter finns listade i Catalogue of Life.